# Пиронгиа (гора)
Гора Пиронгиа (англ. Mount Pirongia) — потухший вулкан хребта Хакаримата в регионе Уаикато на Северном острове (Новая Зеландия). Высота горы — 959 м над уровнем моря, это самая высокая вершина региона Уаикато. Вулкан был активен в позднем плиоцене и раннем плейстоцене. Многие пики Пиронгии представляют собой базальтовые конусы, образованные в результате извержений вулканов около 2,5 млн лет назад.

## История и описание

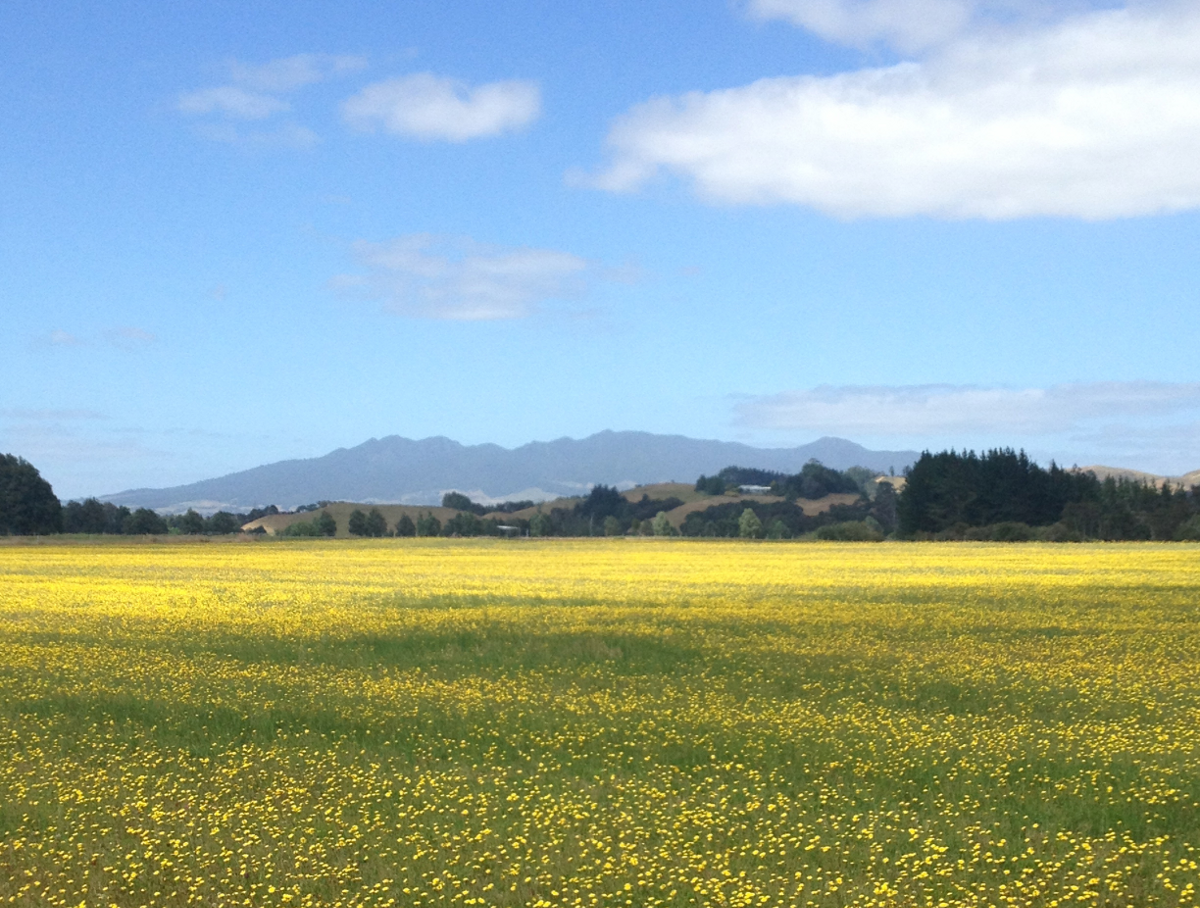
Панорама горы Пиронгиа, виден вторичный конус справа от горы.

У маори исторически имеется сильная связь с горой. Впервые вулкан был назван Pirongia te aroaro o Kahu («душистый путь Каху») Тохунгой из Тайнуи каноэ, который назвал его так в честь своей жены. Для сохранения наследия горы Пиронгиа в 2002 году была основана компания Pirongia Te Aroaro o Kahu Restoration Society для экологического восстановления исторической местности.
Гора расположена в 22 км к западу от города Те Авамуту и в 8 км от небольшого поселения Пиронгиа, она находится в лесном парке Пиронгиа. Гора видна от Тасманова моря, так как находится всего в 25 км от побережья бухты Аотеа. Гора является популярным местом для охотников из Гамильтона.

## Флора и фауна

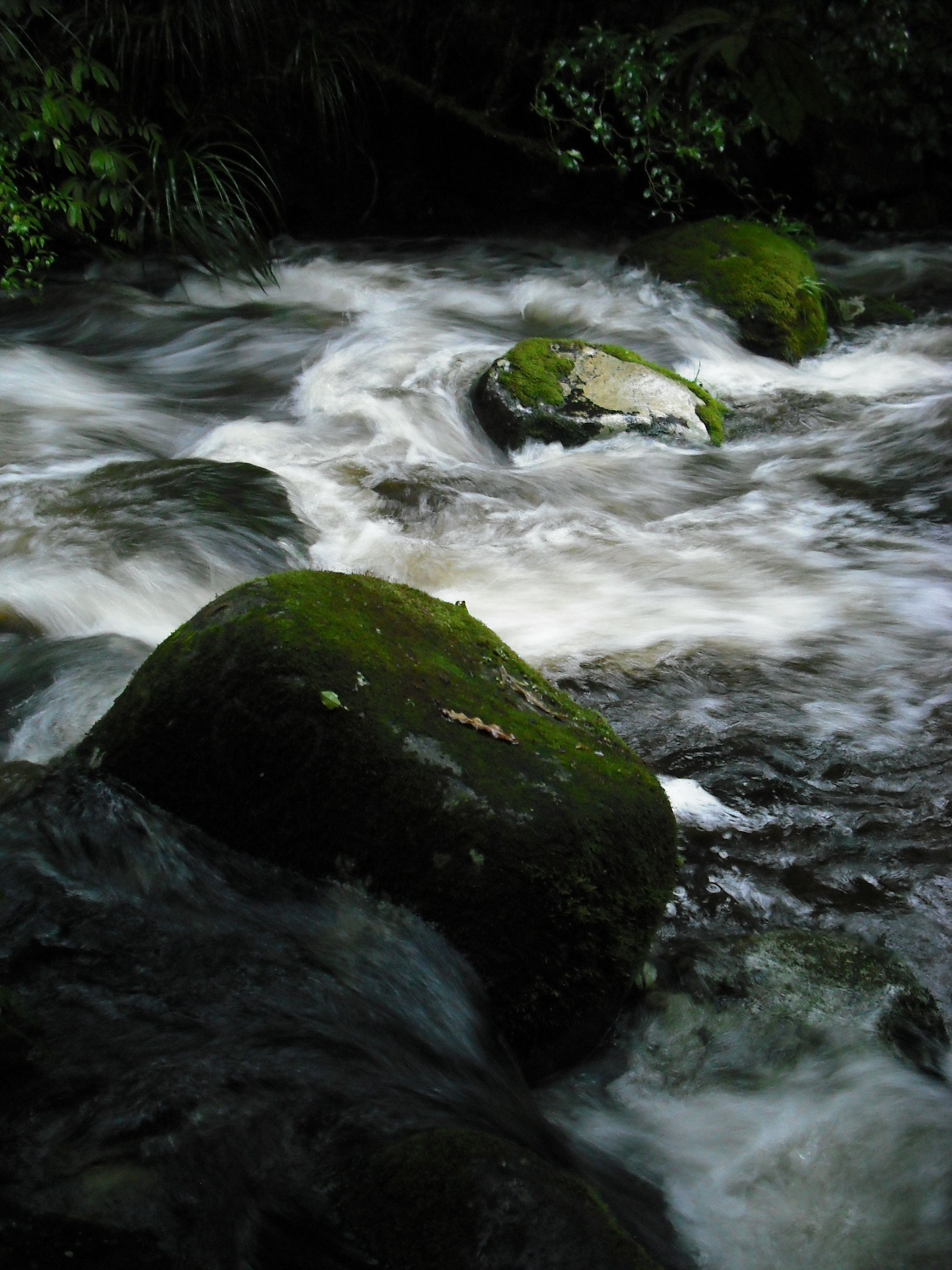
Река на Пиронгии

Среди разнообразных растений и диких животных на склонах горы Пиронгиа можно встретить редкую и исчезающую цветущую Dactylanthus taylorii. На нижних склонах произрастают подокарпы: риму, тотара, тава и древесные папоротники. На больших высотах лес меняется. Здесь встречаются более выносливые растения, такие как горопито и камахи, которые растут на обнажённых грядах, а возле самой вершины растут горный лён, копросма и папоротники. Обычные птицы: веерохвостки, зимородки, новозеландский туи, новозеландский плодоядный голубь, новозеландский сокол.
С ботанической точки зрения, гора Пиронгия также является интересной областью, поскольку она отмечает переход между теплолюбивым агатисовым лесом на севере и буковым и подокарпо-буковым лесом на юге. Широта лесопарка Пирониа — это естественный южный предел для таких видов, как агатис и мангео.